# 融解

コップの中で溶解する水

融解（ゆうかい、英: melting）とは、物理学で固体が液体に変化すること。また、そうさせるために加熱することである。固体が液体に変化する温度を融点、液体に変化した物質の状態を液相という。鎔解(熔解、ようかい)ともいうが、溶解に同音の漢字による書き換えがなされる。

## 考察
固体の温度を融点まで上昇させるためには熱エネルギーを要する。さらに固体が液体に変化する過程自体にも熱エネルギーが必要とされるが、これは融解熱（潜熱）により液体そのものの中にエネルギーが吸収されるためである。
融解では物質のエンタルピーとエントロピーは増大する。熱力学的には、熱平衡状態でも融点では液体と固体が共存できるので、融解に伴うギブス自由エネルギーの変化はゼロとなっている。この場合、次の式が成り立つ。
{\displaystyle \Delta S={\frac {\Delta H}{T}}}
{\displaystyle T} は融点、{\displaystyle \Delta S} は融解に伴うエントロピーの変化、 {\displaystyle \Delta H} は融解に伴うエンタルピーの変化を示す。
融点は圧力によって変化する。融解は液体のギブス自由エネルギーが同じ物質からなる固体のギブス自由エネルギーよりも低いときに生じる。
融解とは逆に液体が固体に変化することは凝固もしくは固化といい、通常融点と凝固点は同じである。

## 生体高分子の融解温度
上記の意味から派生して、ペプチドや核酸など特定の2次構造を持つ生体高分子において、ある温度まで加熱するとその2次構造がほどけるとき、その温度を融解温度 (Tm) と呼ぶ。